# مات بارلو
مات بارلو (بالإنجليزية: Matt Barlow)‏ هو مغني أمريكي، ولد في 10 أبريل 1970 في بيلوكسي في الولايات المتحدة.

## وصلات خارجية
- مات بارلو على موقع ميوزك برينز (الإنجليزية)
- مات بارلو على موقع أول ميوزيك (الإنجليزية)
- مات بارلو على موقع أول ميوزيك (الإنجليزية)
- مات بارلو على موقع ديسكوغز (الإنجليزية)